# Рубин Делонга

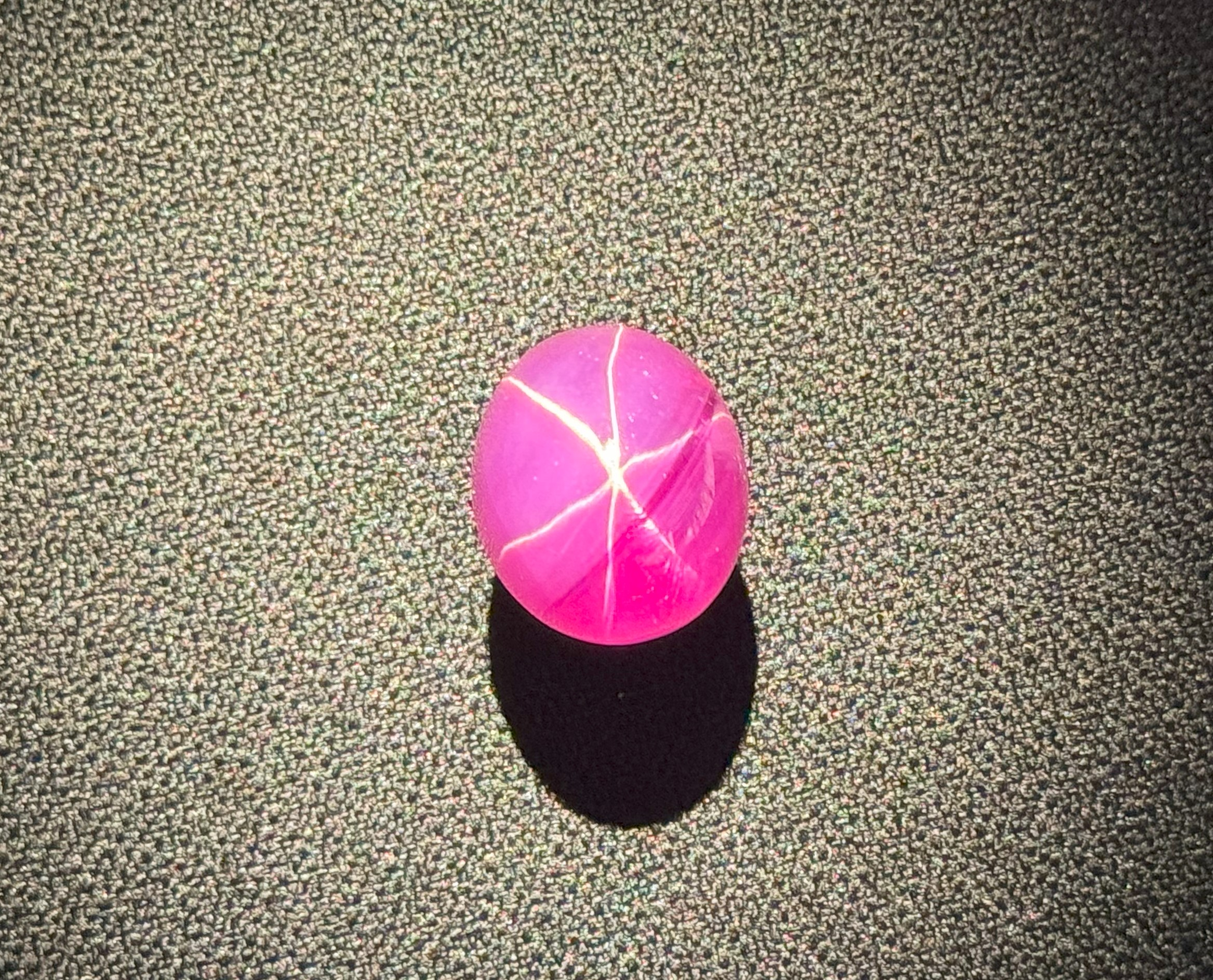
Рубин Делонга в экспозиции Американского музея естественной истории

«Рубин Делонга» — звездчатый рубин овальной формы; масса 100,32 карата (20,064 г). Обнаружен в Бирме в 1930 году. Мартин Эрманн продал его Эдиту Хаггину Делонгу (Edith Haggin DeLong) за 21 400 долларов США, который в 1937 году передал камень Американскому музею естественной истории в Нью-Йорке.
29 октября 1964 рубин Делонга был похищен из музея грабителями во главе с Джеком Мерфи. Также были украдены несколько других драгоценных экспонатов, в том числе сапфир  «Звезда Индии» и «Орлиный Алмаз». В январе 1965 года некоторые камни были случайно найдены, но рубина Делонга среди них не оказалось. Спустя несколько месяцев расследования неизвестные лица предложили вернуть рубин за вознаграждение 25 000 долларов (реальная ценность камня была многократно выше). Выкуп был предоставлен бизнесменом из Флориды Джоном Д. Макартуром.